# Capela Sfinții Trei Ierarhi din Iași

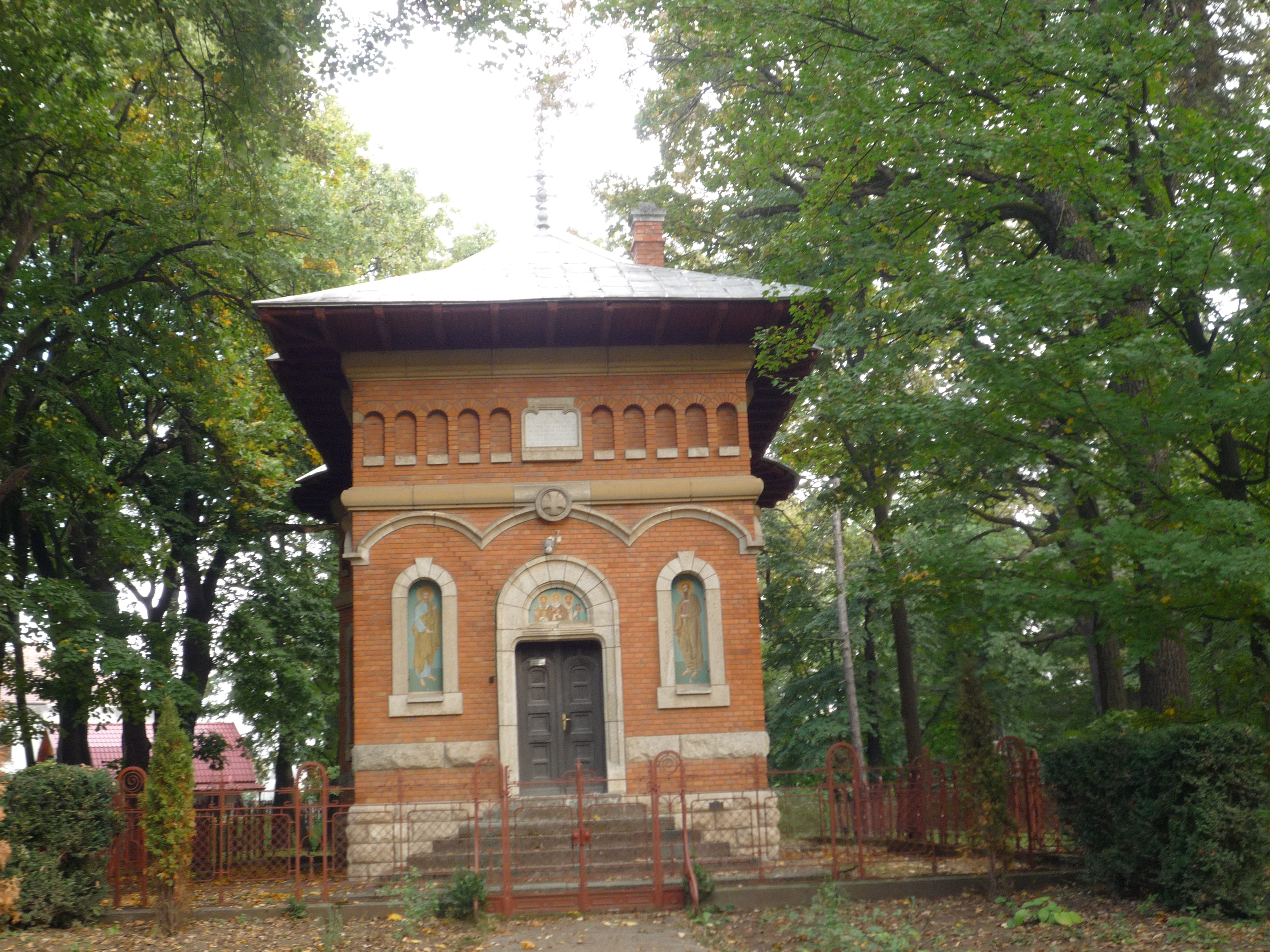
Capela Sfinții Trei Ierarhi

Capela Sfinții Trei Ierarhi este o capelă ortodoxă română aflată pe Aleea Mihail Sadoveanu nr. 46 din Iași, România. Acesta este dedicată Sfinților Trei Ierarhi.
Capela este construită din piatră și cărămidă, cu două materiale alternative pe exterior. Zidul de vest dispune de trei plăci de lemn pictate ale portretelor celor trei sfinți ierarhi, situate deasupra intrării, și sfinții apostoli Petru și Pavel pe părțile laterale. Placa de dedicare este din marmură albă, care datează construcția în 1910. Absidele au trei laturi la exterior și au formă semicirculară în interior. Vestibulul are un spațiu pentru cor, și portrete ale regelui Carol I și regina Elisabeta în postura lor de ctitori. Interiorul este pictat în întregime în frescă. Iconostasul este elaborat sculptat, în timp ce acoperișul este simplu. Nu există nici un turn, doar cinci mari cruci de metal pe acoperiș. Reparațiile au fost efectuate în timpul anilor 1990.
Capela se află pe lista monumentelor istorice din România, întocmită de Ministerul Culturii și cultelor.

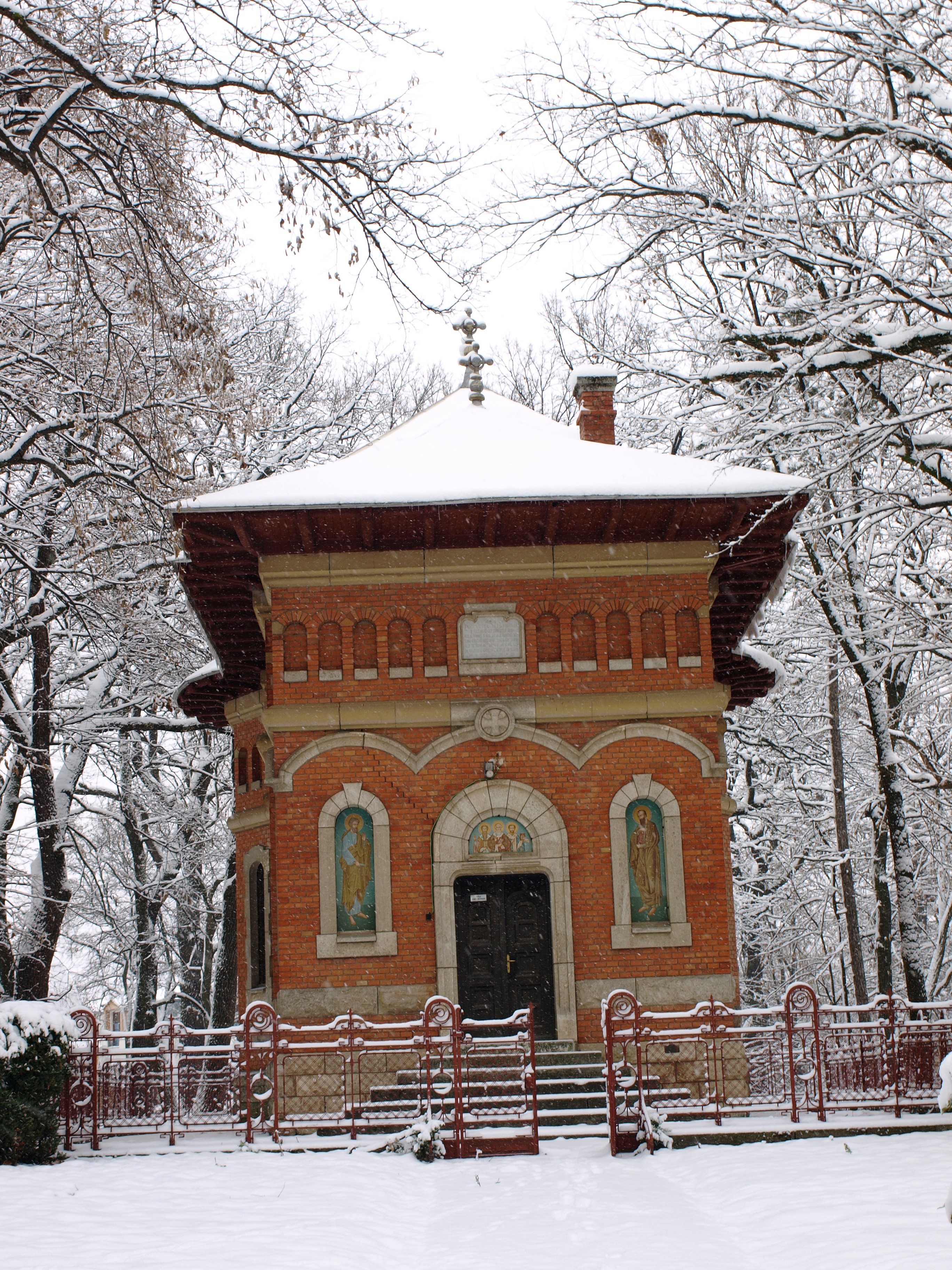
În timpul iernii
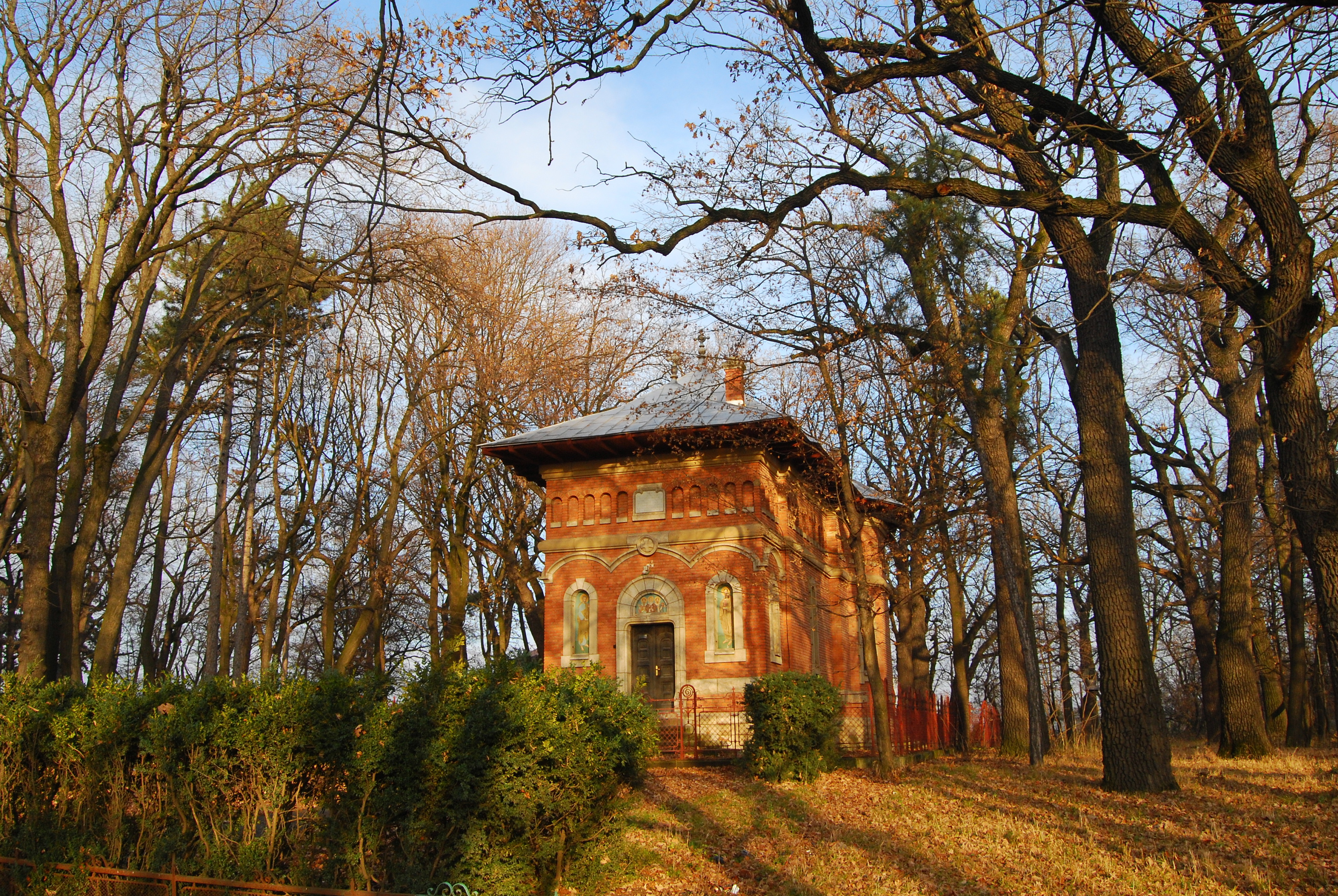
Setarea